# Человек-паук: Лихорадка
«Человек-паук: Лихорадка» (англ. Spider-Man: Fever) — ограниченная серия комиксов, состоящая из 3 выпусков, которую в 2010 году издавала компания Marvel Comics.

## Синопсис
Племя пауков-демонов похищает Питера Паркера, чтобы съесть. На помощь к нему спешит Доктор Стрэндж.

### Выпуски
| № | Дата выхода   | Оценка на Comic Book Roundup   | Предполагаемый объём продаж (первый месяц) |
| - | ------------- | ------------------------------ | ------------------------------------------ |
| 1 | 7 апреля 2010 | 6,5 из 10 на основе 5 рецензий | 15 111, позиция в Северной Америке — 118   |
| 2 | 5 мая 2010    | 8 из 10 на основе 2 рецензий   | 11 665, позиция в Северной Америке — 143   |
| 3 | 9 июня 2010   | 8 из 10 на основе 1 рецензии   | 10 329, позиция в Северной Америке — 170   |

### Сборники
| Название          | Тип            | Дата выхода      | Собранный материал                                   | Кол-во страниц | ISBN                       | Предполагаемый объём продаж (первый месяц) |
| ----------------- | -------------- | ---------------- | ---------------------------------------------------- | -------------- | -------------------------- | ------------------------------------------ |
| Spider-Man: Fever | Мягкая обложка | 20 сентября 2010 | Spider-Man: Fever #1-3, Amazing Spider-Man Annual #2 | 96             | 978-0785141259, 0785141251 | 1 213, позиция в Северной Америке — 99     |

## Отзывы
На сайте Comic Book Roundup серия имеет оценку 7,5 из 10 на основе 8 рецензий. Дэн Филлипс из IGN дал первому выпуску 8,5 балла из 10 и посчитал, что «сценарий Маккарти не так хорош, как его дальновидные рисунки». Джеймс Хант из Comic Book Resources похвалил визуальные эффекты в дебюте. Дэйв Уоллес из Comics Bulletin оценил первый выпуск в 2 пули с половиной из 5 и уделил особое внимание его обложке.